# Alfonso Arau
Alfonso Arau (ur. 11 stycznia 1932 w Meksyku) – meksykański aktor, reżyser, producent i scenarzysta filmowy.